# أليخاندرا راموس
أليخاندرا راموس (بالإسبانية: Alejandra Ramos) هي منافسة ألعاب القوى تشيلية، ولدت في 8 ديسمبر 1958 في كوريكو في تشيلي.

## وصلات خارجية
- أليخاندرا راموس على موقع الاتحاد الدولي لألعاب القوى (الإنجليزية)
- أليخاندرا راموس على موقع أوليمبيديا (الإنجليزية)